# Doreen DeFeis
Doreen DeFeis (* in New York, USA) ist eine US-amerikanische Opernsängerin (Sopran) und Schwester des bekannten Heavy-Metal-Sängers David DeFeis.

## Leben
Ihre Gesangsausbildung erhielt DeFeis an der Eastman School of Music sowie an der Juilliard School in New York. In der Metropolitan Opera Regional Competition war sie Finalistin.
Nach ersten Erfolgen in den USA Anfang der 1980er Jahre begann ihre eigentliche Karriere 1986 in Europa. Sie verkörperte unter anderem die Opernrollen der Susanna, Pamina, Norina und Zerbinetta als Ensemble-Mitglied in Kaiserslautern, Saarbrücken und Münster. Unter der Leitung von Stefan Soltesz gab sie in Braunschweig ihr Debüt als Sophie im Rosenkavalier. Viele andere Rollen kamen im Laufe der Jahre hinzu. Sie erhielt weitere Engagements an renommierten Opernhäusern in Deutschland und Europa.
Neben Ensemblerollen trat DeFeis auch als Solistin in ganz Europa auf. Ihr gesangliches Schaffen basiert vor allem auf Arbeiten von Bach, Mahler, Mozart und Strauss, aber auch auf denen zeitgenössischer Komponisten wie Rudolf Kelterborn, Rainer Kunad und Michael Denhoff. Im Laufe ihrer Karriere trat Doreen DeFeis bereits mit namhaften internationalen Orchestern auf.
Ihre erste CD-Aufnahme entstand 1996 mit dem Philharmonie-Orchester Gran Canaria (3. Symphonie von Henryk Mikołaj Górecki). Zwei weitere CDs folgten mit Rigoletto (Verdi) und einer Solo-Interpretation von Schubert-Liedern.
Doreen DeFeis ist verheiratet und lebt in Deutschland.

## Weitere musikalische Projekte
Auf dem 2002 erschienenen Heavy-Metal-Album Book of Burning Ihres Bruders David DeFeis (Virgin Steele) gab Doreen DeFeis im Intro des Songs The Chosen Ones ein kurzes gesangliches Gastspiel (gemeinsam mit ihrer Schwester Danae DeFeis, Sängerin der New Yorker Rockband Stalk).